# Restio duthieae
Restio duthieae är en gräsväxtart som beskrevs av Neville Stuart Pillans. Restio duthieae ingår i släktet Restio och familjen Restionaceae. Inga underarter finns listade i Catalogue of Life.